# Timi Lahti
Timi Lahti (Jyväskylä, Finlandia; 28 de junio de 1990) es un futbolista finlandés. Su posición es la de defensa y su club es el IFK Mariehamn de la Veikkausliiga de Finlandia.

## Trayectoria

### FC Lahti
En 2020 llegó al FC Lahti firmando un contrato por dos temporadas.

### IFK Mariehamn
El 22 de noviembre de 2021 se da a conocer su llegada al IFK Mariehamn firmando un contrato de un año.
El 10 de noviembre de 2022 se hace oficial su renovación con el club hasta 2023.

## Estadísticas

### Clubes
Actualizado al último partido jugado el 11 de septiembre de 2022.
| FC Haka · Finlandia | 1.ª                 | 2010                | 7   | 0 | -  | - | -  | - | 7   | 0  | 0,00 |
| FC Haka · Finlandia | 1.ª                 | 2011                | 17  | 0 | 1  | 0 | -  | - | 18  | 0  | 0,00 |
| FC Haka · Finlandia | Total               | Total               | 24  | 0 | 1  | 0 | 0  | 0 | 25  | 0  | 0,00 |
| HJK Helsinki · Finlandia | 1.ª                 | 2011                | 8   | 0 | -  | - | 2  | 0 | 10  | 0  | 0,00 |
| HJK Helsinki · Finlandia | 1.ª                 | 2012                | 25  | 0 | 11 | 1 | 6  | 0 | 42  | 1  | 0,02 |
| HJK Helsinki · Finlandia | 1.ª                 | 2013                | 4   | 0 | 7  | 0 | -  | - | 11  | 0  | 0,00 |
| HJK Helsinki · Finlandia | Total               | Total               | 37  | 0 | 18 | 1 | 8  | 0 | 63  | 1  | 0,02 |
| Klubi-04 · Finlandia | 3.ª                 | 2013                | 2   | 0 | -  | - | -  | - | 2   | 0  | 0,00 |
| Klubi-04 · Finlandia | Total               | Total               | 2   | 0 | 0  | 0 | 0  | 0 | 2   | 0  | 0,00 |
| VPS · Finlandia | 1.ª                 | 2014                | 18  | 1 | 6  | 0 | -  | - | 24  | 1  | 0,42 |
| VPS · Finlandia | 1.ª                 | 2015                | 27  | 3 | -  | - | 2  | 0 | 29  | 3  | 0,10 |
| VPS · Finlandia | 1.ª                 | 2016                | 23  | 1 | -  | - | -  | - | 23  | 1  | 0,04 |
| VPS · Finlandia | 1.ª                 | 2017                | 21  | 0 | 4  | 0 | 4  | 0 | 29  | 0  | 0,00 |
| VPS · Finlandia | 1.ª                 | 2018                | 31  | 0 | 2  | 0 | -  | - | 33  | 0  | 0,00 |
| VPS · Finlandia | 1.ª                 | 2019                | 20  | 2 | 4  | 0 | -  | - | 24  | 2  | 0,08 |
| VPS · Finlandia | Total               | Total               | 140 | 7 | 16 | 0 | 6  | 0 | 162 | 7  | 0,04 |
| FC Lahti · Finlandia | 1.ª                 | 2020                | 21  | 1 | 3  | 0 | -  | - | 24  | 1  | 0,04 |
| FC Lahti · Finlandia | 1.ª                 | 2021                | 19  | 0 | 3  | 0 | -  | - | 22  | 0  | 0,00 |
| FC Lahti · Finlandia | Total               | Total               | 40  | 1 | 6  | 0 | 0  | 0 | 46  | 1  | 0,03 |
| IFK Mariehamn · Finlandia | 1.ª                 | 2022                | 20  | 1 | 6  | 0 | -  | - | 26  | 1  | 0,04 |
| IFK Mariehamn · Finlandia | Total               | Total               | 20  | 1 | 6  | 0 | 0  | 0 | 26  | 1  | 0,04 |
| Total en su carrera | Total en su carrera | Total en su carrera | 263 | 9 | 47 | 1 | 14 | 0 | 324 | 10 | 0,03 |
| (1) Incluye datos de Copa de la Liga de Finlandia y Copa de Finlandia. (2) Incluye datos de Liga de Campeones de la UEFA y Liga Europa de la UEFA. (3) No incluye goles en partidos amistosos. |                     |                     |     |   |    |   |    |   |     |    |      |

## Palmarés

### Títulos nacionales
| Título            | Club         | País      | Año  |
| ----------------- | ------------ | --------- | ---- |
| Copa de Finlandia | HJK Helsinki | Finlandia | 2011 |
| Veikkausliiga     | HJK Helsinki | Finlandia | 2011 |
| Veikkausliiga     | HJK Helsinki | Finlandia | 2012 |
| Veikkausliiga     | HJK Helsinki | Finlandia | 2013 |